# Università di Mostar
L'Università di Mostar (Croato: Sveučilište u Mostaru; Latino: Universitas Studiorum Mostariensis) è la seconda più grande università della Bosnia ed Erzegovina, stabilita nel 1977 nella città di Mostar come Università Džemal Bijedić di Mostar, in onore del primo ministro jugoslavo Džemal Bijedić, e rinominata nel 1992 durante la guerra in Bosnia. L'Università di Mostar ha 10 facoltà e una accademia di belle arti.
Le radici dell'Università di Mostar risalgono al 1895, quando venne stabilita una facoltà teologica francescana. Nel 1950, una scuola di formazione per educatori superiori iniziò i suoi lavori in città. Le fece seguito una scuola tecnica superiore nel 1959, una scuola tecnica per l'agricoltura nel 1960, e i dipartimenti delle facoltà di legge e di economia.
L'Università venne stabilità ufficialmente nel 1977.
Durante la guerra croato-bosniaca nel 1992-94, l'Università venne ridenominata Sveučilište u Mostaru (usando il termine tipico croato anziché bosniaco) ed adottò la lingua croata come ufficiale, mentre i professori di cultura musulmana lasciarono l'istituzione per (ri)fondarne una con il vecchio nome di Università Džemal Bijedić di Mostar, negli edifici dell'ex caserma dell'esercito jugoslavo a Mostar Est. Le due università hanno ricominciato a cooperare a seguito dell'introduzione del processo di Bologna. 
L'Università di Mostar partecipa alla Conferenza dei rettori della Bosnia ed Erzegovina, ed è anche membro associato della Conferenza croata dei rettori. Il sigillo dell'università mostra l'edificio del monastero francescano.
L'Università di Mostar ha circa 16.000 studenti, il che ne fa la seconda università in Bosnia ed Erzegovina dopo l'Università di Sarajevo nella capitale. Attraverso gli anni, l'Università di Mostar ha visto una rapida crescita del numero degli studenti: da 6.256 nel 2006/07, a 16.000 nel 2014/15. Anche il numero di studenti stranieri è cresciuto, di cui la maggioranza dalla vicina Croazia. Nel 2008/09 c'erano 292 studenti croati, nel 2012/13 644. Nel 2014/15, gli studenti croati compongono il 17% del corpo studentesco.